# ハリー川

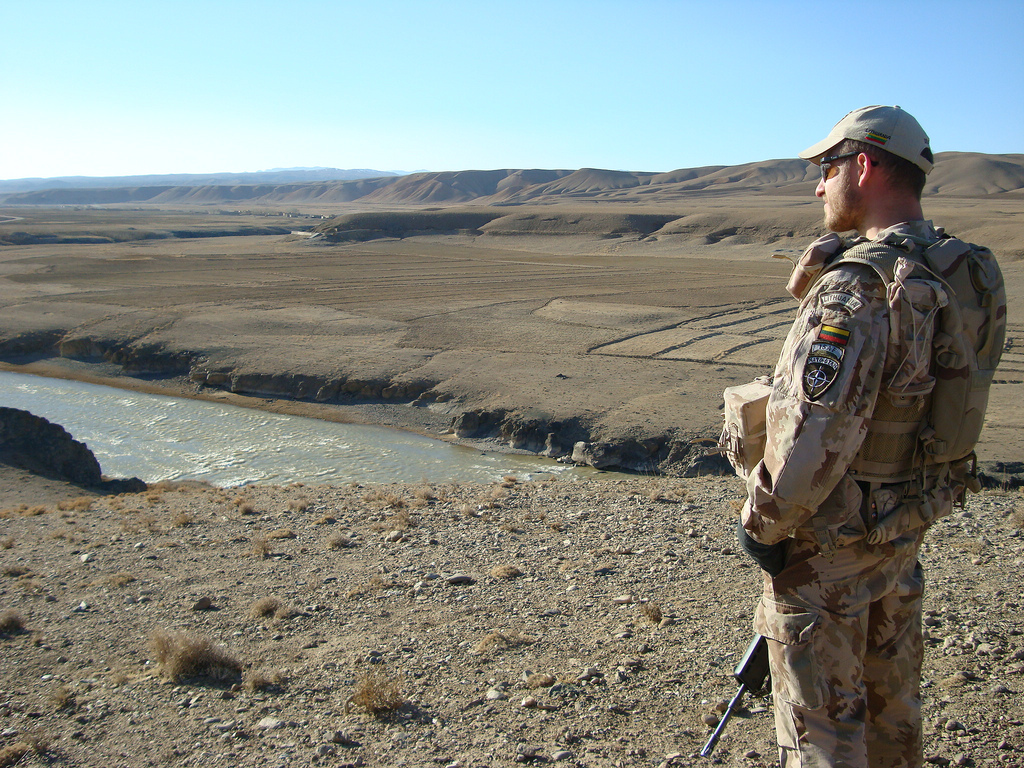
ハリー川

ハリー川 (ハリーがわ、ペルシア語: هریرود、 ダリー語: هری رود、トルクメン語:Tejen derýasy) は、アフガニスタン中央部の山間部からトルクメニスタンまで約1100キロメートル流れる河川である。トルクメニスタンでは、テジェンオアシスを形成し、カラクム砂漠に消える。
トルクメニスタンでは、テジェン（Tejen、Tedzhen）川と呼ばれ、テジェンという町の側を通る。また、古代ギリシアでは、アリウスとして知られ、ラテン語では、タリウスとして知られる。

## 概要

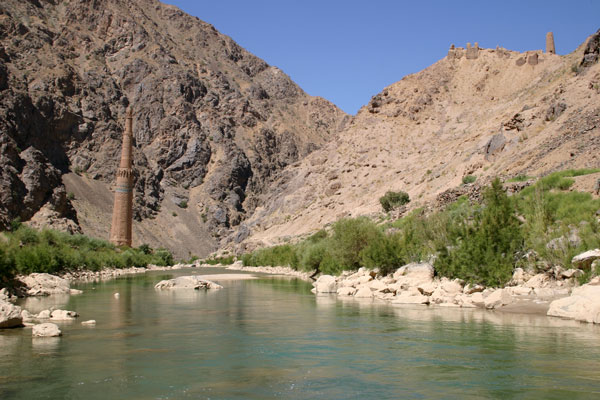
ジャームのミナレットの側を流れるハリー川

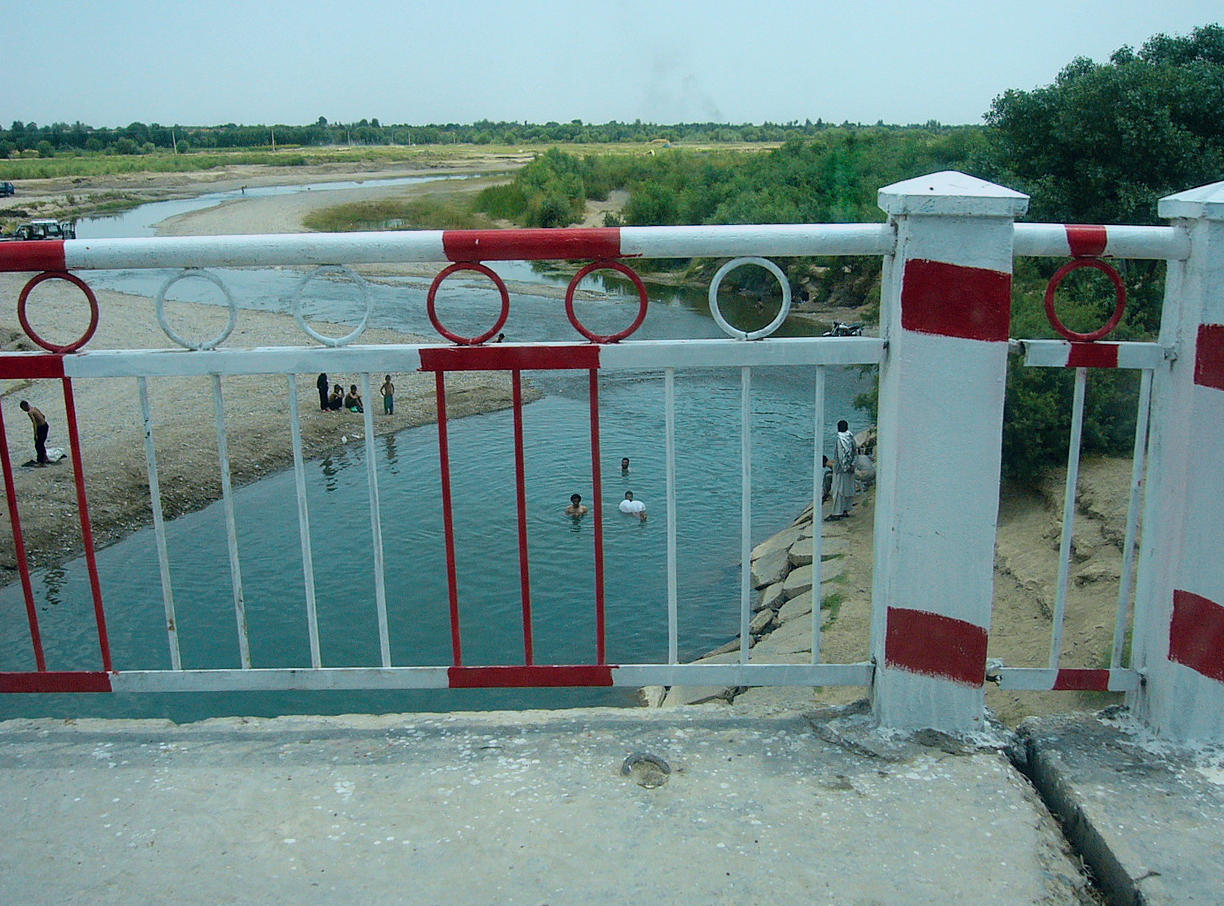
ハリー川にかかる橋

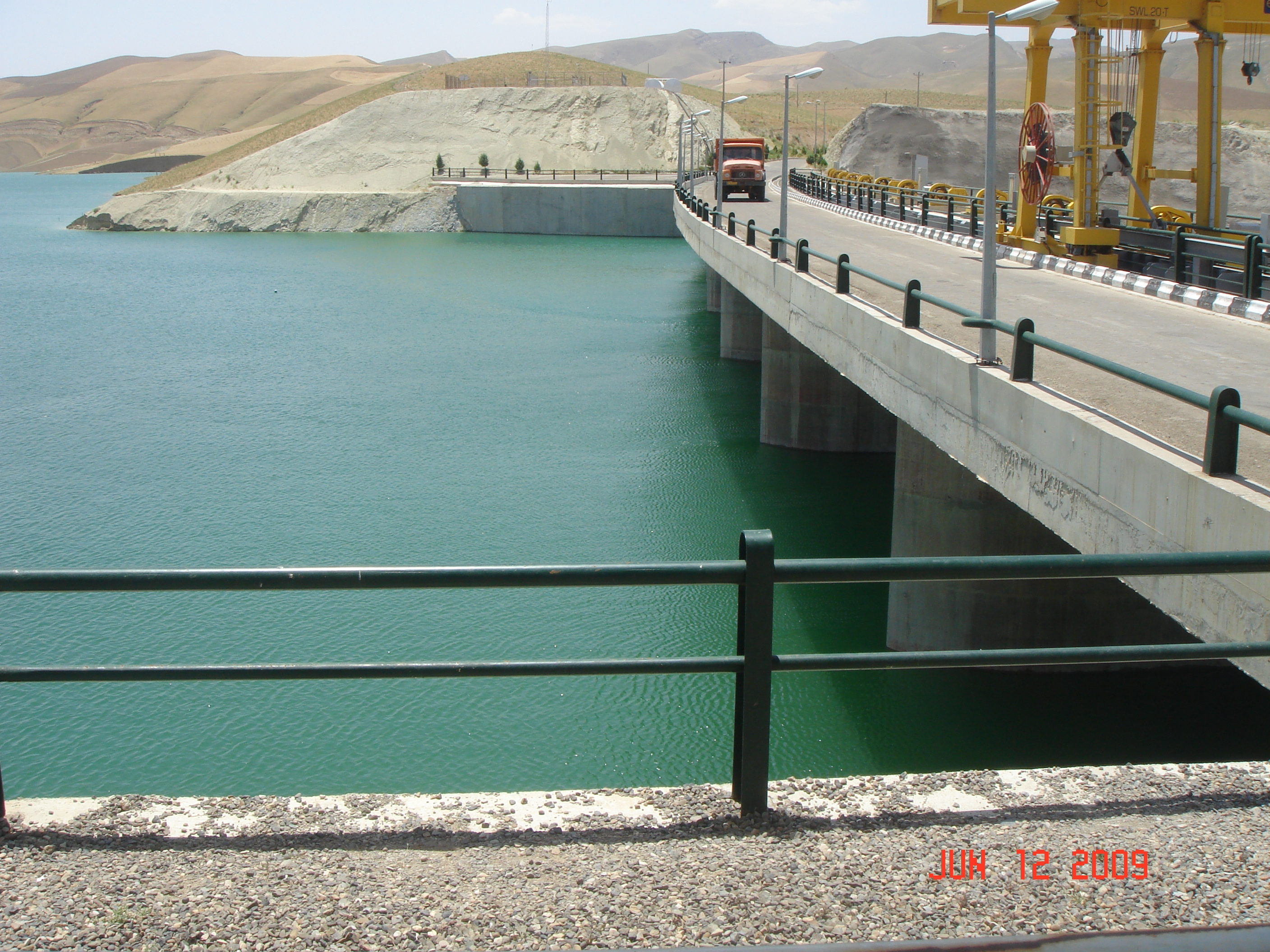
イラン・トルクメニスタン友好ダム

ハリー川は、ヒンドゥークシュ山脈の一部を形成するバーバー山脈を水源とし、基本的に西に向かって流れる。
アフガニスタン西部で、ハリー川は都市ヘラートの南方を流れる。ヘラートの約200キロメートル上流のジャームのミナレット遺跡（65メートルで、世界で二番目に高い古代のミナレットとされる）でジャーム川と合流する。
ヘラートの位置する谷は、歴史的にその肥沃さと耕作地の密集によって有名であった。ヘラートを潤すため、この川から多くの運河が引かれており、10世紀の地理学者ムカッダシーは7本、14世紀の学者モストウフィーは9本の主要な運河を紹介している。ヘラートを過ぎると、ハリー川は北西へ向かい、アフガニスタン・イラン国境の北側を形成する。さらに北へ流れると、イラン・トルクメニスタン国境の南東部を形成する。イラン・トルクメニスタン友好ダムがハリー川に作られた。
また、アフガニスタン・インド友好ダム（サルマダム）は、アフガニスタン西部ヘラート州のチシュティー・シャリーフ地区に於いて、ハリー川上に存在する水力発電と灌漑用のダムである。
ハリー川の一年間の流量は、約55立方メートル毎秒（m3/s）であるが、1939年の春の洪水に於いては、1090立方メートル毎秒（m3/s）まで増加した。2000年には、10か月の干ばつによって完全に干上がった。

## 古代
リグヴェーダでは、サラユ川と記述されていると言われる。アヴェスターでは、ハロユ川という川も言及される。ハリー川が形成する崖の壁に、 仏教普及の最初期から手彫りの仏教寺院が存在していた。人工的な洞穴は、仏教僧の日常生活を明らかにした。